# Kevlarsjäl
Kevlarsjäl är den tredje singeln från Kents fjärde album, Hagnesta Hill. Singeln kom ut både som Maxi- och 2-spårsversion. Någon musikvideo för låten Kevlarsjäl har inte spelats in.
När sångaren Håkan Hellström år 2000 fick frågan om han gillade Kent svarade han att "Kevlarsjäl får hjärtat att gå sönder".

## Låtlista

### Maxisingeln
1. Kevlarsjäl (4:26)
2. Längtan skala 3:1 (6:52)
3. Just Like Money (4:16)
4. Quiet Heart (5:23)

### 2-spårssingeln
1. Kevlarsjäl (4:26)
2. Insekter (4:08)

## Låtinformation
Kevlarsjäl släpptes den 4 september 2000. Alla låtar är skrivna av Joakim Berg. Låtens munsspelssolo spelades av Bill Öhrström. Singeln låg på Top 60 Singel Hitlistan i sex veckor och kom som bäst på tjugotredje plats.
- Längtan skala 3:1 är senare utgiven på B-sidesamlingen B-sidor 95-00. Den finns även med på en skiva för Amnesty.
- Insekter är näst sista låten på Hagnesta Hill.
- Just Like Money och Quiet Heart finns även med på den engelska versionen av Hagnesta Hill.

## Listplaceringar
| Lista (2000) | Topplacering |
| ------------ | ------------ |
| Sverige      | 23           |